# Arabistika
Arabistika (arapska filologija) je znanost o arapskom jeziku, arapskoj književnosti i arapskoj kulturi. Arabistika je dio Orijentalistike, te je usko vezana uz islamistikom.
Jezikoslovni dio bavi se s različitim jezičnim razinama arapskog jezika, kao što su staroarapski, klasični književni arapski, srednjearapskim, te suvremenim književnim arapskim jezikom i njegovim narječjima.
Kao znanost o književnosti arabistika proučava arapsko pjesništvo i prozu od predislamskog doba, pa sve do sadašnjosti, te religioznu, filozofsku, povijesnu i zemljopisnu književnost islamske kulture kao i židovsku i kršćansku književnost na arapskom jeziku.